# Stazione di Ospitale di Cadore
Stazione di Ospitale di Cadore vasútállomás Olaszországban, Veneto régióban, Ospitale di Cadore településen.

## Vasútvonalak
Az állomást az alábbi vasútvonalak érintik:
- Calalzo–Padova-vasútvonal

## Kapcsolódó állomások
A vasútállomáshoz az alábbi állomások vannak a legközelebb: 
- Stazione di Longarone-Zoldo
- Stazione di Perarolo di Cadore